# 瓦奇瓦倫托山
12°23′28″S 75°33′50″W / 12.39111°S 75.56389°W
瓦奇瓦倫托山（Wachwa Runtu），是秘魯的山峰，位於該國中部胡寧大區和利馬大區，由亞納坎查區和拉勞斯區負責管轄，屬於秘魯中部山脈的一部分，海拔高度4,800米。